# Josep Vicent Marqués
Pour les articles homonymes, voir Marques (homonymie).
Josep Vicent Marqués i González, né à Valence (Espagne) le 29 novembre 1943 et mort le 4 juin 2008, est un écrivain d'expression catalane, sociologue et militant du valencianisme et de l'opposition politique au franquisme durant les dernières années du régime.

## Biographie

### Vie publique

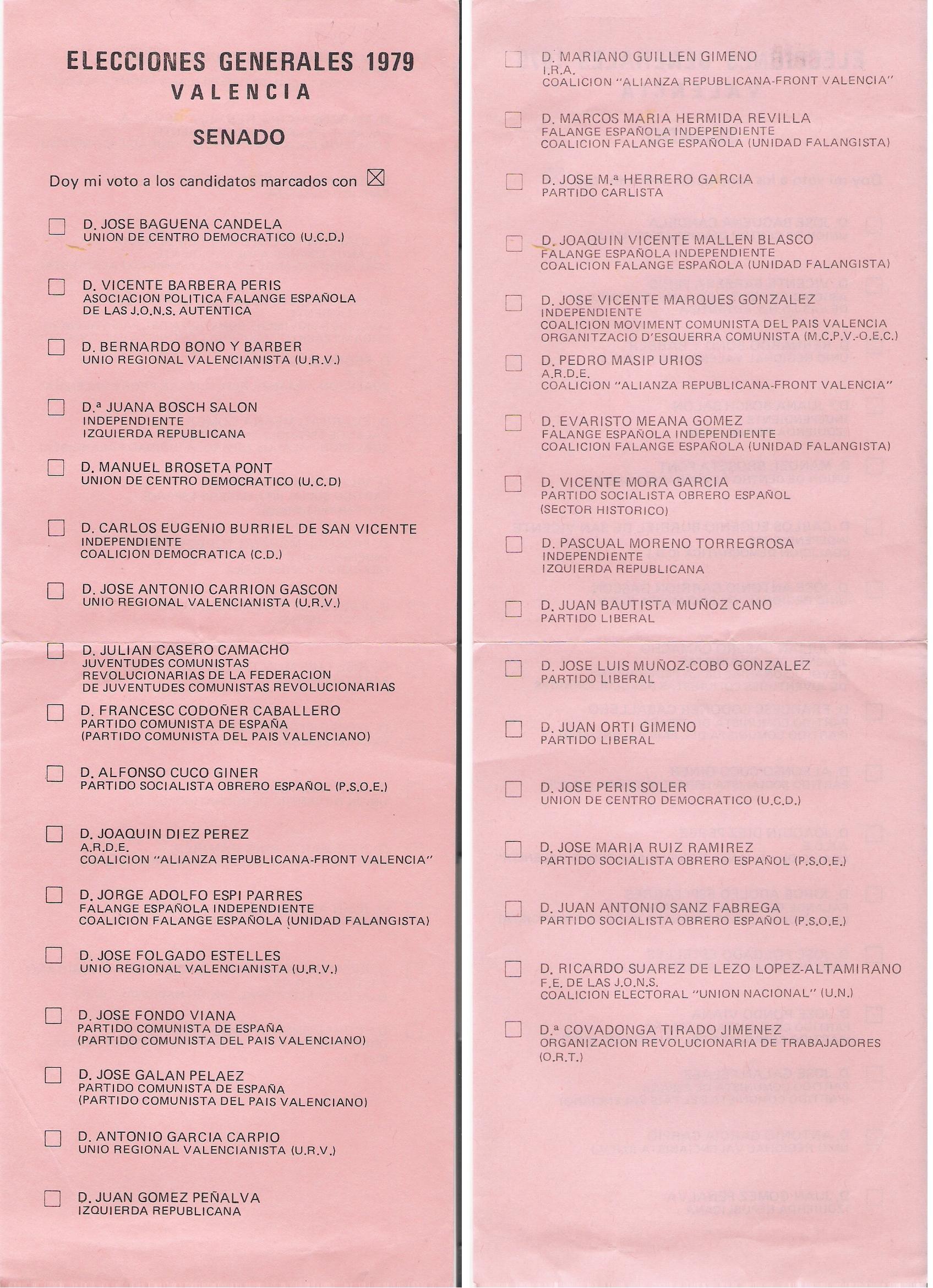
Liste électorale pour les élections générales de 1979 dans la circonscription de Valence. Marqués figure en.

Licencié en droit de l'université de Valence, il est membre du Moviment Social-Cristià de Catalunya (Mouvement social-chrétien de Catalogne) et du Partit Socialista Valencià, qu'il abandonne ensuite pour fonder le groupe Germania Socialista avec Pep Laguarda, Celia Amorós et Damià Mollà. Il est candidat indépendant au Sénat d'Espagne aux élections générales de 1979 et milite dans les premiers groupes écologistes et anti-nucléaires du Pays valencien,.
En tant que sociologue, il étudie le comportement sexuel et certains aspects de la domination masculine. À partir des années 1970, il est professeur de sociologie à l'université de Valence et une figure active de la vie publique valencienne, notamment à travers sa collaboration dans divers journaux et périodiques comme El País, El Temps, Gorg, Cuadernos para el Diálogo, Avui, El Viejo Topo ou Levante-EMV.
En 1973, son essai País perplex (publié en 1974) reçoit le prix d'essai Joan Fuster,.

### Vie privée
Il se marie avec la philosophe Celia Amorós, avec qui il a une fille.
Au cours des années 1990, il réside à Madrid avec l'actrice Virginia Mataix, où il collabore avec la presse et différents programmes de télévision. À la fin de la décennie, il retourne à Madrid puis se sépare de Mataix.
Il meurt le 4 juin 2008 à Valence, à l'âge de 64 ans,,.

## Idées politiques
Au cours des années 1960, il est proche des idées du nationalisme valencien fustérien, progressiste, écologiste et opposé au patriarcat.
Il prend par la suite ses distances avec la figure de Joan Fuster. Bien qu'il le reconnaisse, comme une figure fondamentale, il est l'un des premiers jeunes qui au début des années 1970 se montrent critiques envers certains de ses postulats. Marqués ne se reconnaît d'ailleurs pas lui-même comme un suiveur du fustérianisme. En 1997, il déclare à ce sujet : « Peut-être [...] n'ai-je jamais été politiquement fustérien — je crois que lui non plus —, je n'ai jamais été non plus antifustérien ou révisionniste. Parce que je ne l'ai jamais vu comme un oracle ou un leader visionnaire, mais comme un citoyen qui s'interrogeait [...] Fuster n'a jamais été un leader ni un théoricien politique. Du moins il n'a pas été le mien,. ».

## Œuvres
- País perplex (1974)
- Clase obrera y cuestión nacional (1978) - Prologue
- No és natural (1980)
- ¿Qué hace el poder en tu cama? (1981)
- Amors impossibles (1982)
- Sexualidad y sexismo (1991)
- Dígalo por carta (1992)
- Tots els colors del roig (1997)
- El retorn del nàufrag professional (1998)